# Jarka Kubsova
Jarka Kubsova (geboren 1977 in Pilsen, Tschechoslowakei) ist eine deutsche Schriftstellerin. Sie schreibt Romane, die Frauen und historischen Themen gewidmet sind.

## Leben
Kubsovas Kindheit war von der Flucht ihrer Familie aus der Tschechoslowakei nach Deutschland im Jahr 1987 geprägt. In Hamburg studierte sie Sozialökonomie und Soziologie, machte ein Volontariat bei der Financial Times Deutschland und arbeitete als Journalistin und Reporterin für Financial Times, Stern und Die Zeit, bevor sie sich der Romanliteratur zuwandte. Kubsova lebt heute in Hamburg, wo sie ihre schriftstellerische Karriere fortsetzt. Sie ist Mutter eines Sohnes.

## Wirken
Kubsovas literarisches Debüt Bergland (2021) spiegelt erstmals ihr Interesse an starken, unabhängigen Frauenfiguren und ihrem Kampf gegen gesellschaftliche Widerstände wider. Das Werk schaffte es auf die Jahresbestsellerliste. In Marschlande (2023) befasst sie sich mit der Geschichte der Bäuerin Abelke Bleken, die im 16. Jahrhundert Opfer der Hexenverbrennung wurde. Kubsova wurde zufällig auf das Schicksal der Bäuerin aufmerksam, als sie einen Ausflug ins Hamburger Umland machte.
Durch ihre Recherche beleuchtet Kubsova die sozialen und politischen Hintergründe, die zu tragischen Schicksalen führten. Ihr Schreiben ist nicht nur ein literarisches Unterfangen, sondern auch ein Beitrag zur historischen Aufarbeitung und zum Verständnis vergessener oder missverstandener Aspekte der Geschichte. Kubsova betrachtet es als ihre Verpflichtung, die Geschichten solcher Frauen wiederzubeleben und ihnen eine Stimme zu geben.